# 底格里斯 (密蘇里州)
底格里斯（英語：Tigris）是位於美國密蘇里州道格拉斯縣的非建制地區。

## 地理
底格里斯所處的海拔為高於海平面358米（即1175英呎），而該地所採用的時區為UTC-6，即北美中部時區（CST）。同時該地設有夏令時間，為UTC-6調快一小時，即UTC-5（CDT）。